# Одностороннее кольцо
Одностороннее кольцо — способ организации разворота пассажирского транспорта, при котором скорость движения не отличается от обычной линейной.
В России термин используется как «способ организации движения, при котором на части трассы маршрута присутствует движение транспорта в одну сторону и отсутствует обязательная высадка пассажиров».

## Железнодорожные станции и участки с односторонним кольцом

### Волгоград
Станции Площадь Чекистов и Тракторный завод (не имеют отличия от трамвайных остановок)

### Киев
- Киевская городская электричка (с пересадкой в Дарнице или без)

### Москва
- Железнодорожное сообщение со станцией Егорьевск II может осуществляться кольцевым маршрутом (с заездом в Давыдово или следованием через Куровскую до 88 км или Воскресенск). Подробности в статье Большое кольцо Московской железной дороги.

### Санкт-Петербург
Электропоезда до Гатчины могли следовать кольцевым маршрутом до закрытия Варшавского вокзала в Санкт-Петербурге.

## Схемы
- Испанский вариант, также схема станции Olympic Park в Сиднее
- Станция South Ferry loops (Нью-Йоркское метро) — старый вариант
- Движение 105-го автобуса в Москве